# El vol del Fènix
El vol del Fènix (títol original: Flight of the Phoenix) és una pel·lícula estatunidenca dirigida per John Moore, estrenada l'any 2004. És un remake del film homònim de 1965.
Ha estat doblada al català.

## Argument
Un C-119, un avió de càrrega, és atrapat per una tempesta de sorra i cau al bell mig del desert de Gobi, a Mongòlia. La tripulació i els passatgers han de fer front a les condicions extremes del desert i als egos de cadascun. La situació sembla perduda fins que un dels passatgers, Elliott, més aviat excèntric, anuncia que pot reconstruir un avió a partir de les restes del C-119 Torna a donar així esperança als supervivents.

## Repartiment
- Dennis Quaid: Frank Towns
- Tyrese Gibson: A.J.
- Giovanni Ribisi: Elliott
- Miranda Otto: Kelly Johnson
- Tony Curran: Alex Rodney
- Jacob Vargas: Sammi
- Hugh Laurie: Ian
- Scott Michael Campbell: James Liddle
- Kevork Malikyan: Rady
- Jared Padalecki: John Davis
- Sticky Fingaz (amb el pseudònim de Kirk Jones): Jeremy

## Rodatge
El film ha estat rodat a alguns quilòmetres de la costa, al desert del Namib a Namíbia.

## Cançons
- 'James Brown: Night tren;
- Steve Winwood: Gimme Some Lovin' ;
- Johnny Cash: I've been everywhere;
- Massiva Attack: Angel;
- Outkast: Hey Ya! ;
- Christopher Ward: A moment in time (introducció)

## Crítica
- *"El vell tema d'un desastre com a prova d'un test existencial del caràcter de les persones encara funciona"[3]
- * "Un excel·lent treball de quedar-se amb els elements claus de l'argument original però creant un completament nou grup de personatges, que dona al film una sensació de ser totalment contemporani."[4]
- *"Perquè, en cert sentit, ja havia vist aquesta pel·lícula, gens va tenir sorpreses o suspens per a mi, i els actors per si solos no tenen prou per salvar el film."[5]